# Spervuur (militair)

Schematische weergave van spervuur

Een spervuur is een militaire tactiek waarbij hevig kruisvuur tussen strijdende partijen de bewegingen van een of meer van de partijen belemmert.